# 霍伊尔斯豪森
霍伊尔斯豪森是德国下萨克森州的一个市镇。总面积15.30平方公里，总人口484人，其中男性245人，女性239人（2011年12月31日），人口密度32人/平方公里。